# Day Star 87
Day Star 87 är ett reservat i Kanada.   Det ligger i provinsen Saskatchewan, i den sydöstra delen av landet, 2 200 km väster om huvudstaden Ottawa. Day Star 87 ligger vid sjöarna  Etaytakoos Lake Heron Lake och Mostoos Lake.
Trakten runt Day Star 87 består till största delen av jordbruksmark. Trakten runt Day Star 87 är nära nog obefolkad, med mindre än två invånare per kvadratkilometer.